# Maison familiale d'Henri Matisse
La Maison familiale d’Henri Matisse est un établissement muséal municipal, situé à Bohain-en-Vermandois, dans l'Aisne (Hauts-de-France), établi dans une maison ayant été habitée par Henri Matisse.
Le projet d’ouverture de cette structure est né en 2004, lors du rachat de la maison par le conseil général de l'Aisne qui décida d’étudier la possibilité de transformer ce lieu en un musée commémoratif et structure d’accueil du public. Les travaux de rénovations débutèrent au cours de l’année 2006 et s’achevèrent en début d’année 2008. La Maison Matisse est inaugurée début février 2008, et ouvre ses portes au public ce même mois. Elle est aussi labellisée Maisons des Illustres en 2012,.

## Historique
Avec leur premier fils Henri Émile Benoît, âgé de huit jours, Émile Hippolyte Henri et Anna Héloïse Matisse s'installent à Bohain-en-Vermandois en janvier 1870, pour reprendre la gestion d'une graineterie à l'angle de la rue Peu d'Aise et de la rue du Château. Né au Cateau-Cambrésis et élevé à Bohain-en-Vermandois, Matisse passe près d'une vingtaine d'années entre le Nord et l'Aisne, terres de jeunesse vers lesquelles il se retournera à la fin de sa vie. La mère d'Henri tient le magasin dans lequel elle vend des graines au détail et des couleurs, tandis que son père fournit des semences, engrais et fourrage en gros aux cultivateurs de la région.

## Bâtiment
La maison familiale comporte une partie habitation, un magasin et un atelier de préparation des graines avec son écurie attenante pour les chevaux de trait.

### Rez-de-chaussée
L’actuel espace du Café Couleurs était à l’origine le salon et la salle à manger de la famille Matisse ; il accueille quatre expositions temporaires (peinture, sculpture, photographie, etc.) par an.

### Cour intérieure et écurie
L’espace de la cour intérieure organisait l’ensemble du bâti entre la partie habitation — logement et l’espace dédié à l’activité paternelle, au travail du grainetier. Des chevaux ardennais permettaient d'acheminer les produits dans les fermes des alentours. L'écurie subsiste et se visite,  des panneaux explicatifs et des objets étant placés dans chaque boxe.

### Graineterie
Les machines restaurées de la graineterie sont les machines d’origine et datant de l’époque des Matisse. Elles servaient au quotidien à l’activité de la graineterie. Chaque machine avait une fonction bien précise dans le processus d’ensemble de la graineterie.

### Étage
L’étage de la maison s’organisait de façon classique autour du couloir desservi par l’escalier. Les actuels espaces d’exposition (reconstitutions de l’atelier et de la chambre du peintre) servaient de chambres à l’ensemble de la famille. Le futur artiste a passé les nuits de son enfance dans une de ces pièces, qui a vu grandir ses rêves, ses envies, son imagination.
Deux espaces sont consacrés au textile, secteur d’activité extrêmement prospère à l’époque de Matisse : Bohain-en-Vermandois, point nodal de cette industrie, fournissait la France et l’international, sous des noms divers tels que Nouveautés de Paris. Ces étoffes, pour l'habillement ou l'ameublement, rentraient dans les magasins de négociant de Paris et s'exportaient en partie en Allemagne, en Russie, en Espagne et en Amérique. On y fabriquait des châles à la manière orientale, des barèges et autres articles de fantaisie. De grands noms de la mode comme Coco Chanel, ou des personnalités politiques influentes (les tsars  de Russie par exemple) y ont commandé des tissus.

### Sources sur le web
- « Maisons des illustres. Maison familiale d'Henri Matisse. », sur le site du Ministère de la Culture.
- « La maison Matisse. », sur le site du centre régional de documentation pédagogique de Picardie.